# Klin (Beskid Niski)
Klin (też: Kiel, 689 lub 687 m n.p.m.) – szczyt we wschodniej części Beskidu Niskiego.
Leży w głównym grzbiecie Karpat, ok. 1,5 km na południe od przełęczy Beskid nad Czeremchą, w miejscu, w którym główny wododział karpacki tworzy charakterystyczne wygięcie ku południu w formie „ślepej kiszki”. Stoki miernie rozczłonkowane, od południa i wschodu strome, od północy znacznie łagodniejsze. Prawie całkowicie zalesiony, jedynie od strony północno-wschodniej dość wysoko podchodzi kompleks częściowo już zarastających polan.
Przez szczyt biegnie granica państwowa polsko-słowacka, która nieco na południe od szczytowego spiętrzenia wykonuje tu skręt o 90° (słupek I/143). Wzdłuż granicy przez szczyt biegnie słowacki czerwono  znakowany szlak turystyczny, zaś od południa wyprowadzają nań słowackie znaki  żółte z rozdroża zwanego Markiv Kút.